# Ahmed Hassan al-Bakr
Pour les articles homonymes, voir al-Bakr.
Ahmed Hassan al-Bakr (ou Hassan Ahmed al-Bakr), né le 1er juillet 1914 à Tikrit et mort le 4 octobre 1982 à Bagdad, fut président de la république d'Irak de 1968 à 1979. Il était l'un des principaux membres du parti révolutionnaire. Le Parti Baas socialiste arabe et plus tard le Parti Baas basé à Bagdad et son organisation régionale Parti Baas irakien, qui a épousé le Baas, un mélange de nationalisme arabe et de socialisme arabe.
Al-Bakr a pris de l'importance après la révolution du 14 juillet, qui a renversé la monarchie irakienne. Dans le gouvernement nouvellement établi, il a participé à l'amélioration des relations irako-soviétiques. En 1959, al-Bakr fut contraint de démissionner de l'armée irakienne, le gouvernement irakien de l'époque l'a accusé d'activités antigouvernementales. Après sa retraite forcée, il est devenu président du bureau militaire de la branche irakienne du parti Baas. Grâce à ce bureau, il recruta des membres pour la cause baasiste par le biais du favoritisme et du copinage. Le Premier ministre Abd al-Karim Qasim a été renversé lors de la révolution du Ramadan (8 février) ; al-Bakr a été nommé Premier ministre, puis vice-président de l'Irak dans un gouvernement de coalition Baas-Nassériste. Le gouvernement dura moins d'un an et fut renversé en novembre 1963.
Al-Bakr et le parti ont ensuite poursuivi leurs activités clandestines et sont devenus de virulents critiques du gouvernement. Au cours de cette période, al-Bakr a été élu secrétaire général (le chef) de la branche irakienne du parti Baas et a nommé son cousin, Saddam Hussein, chef adjoint de la cellule du parti. Al-Bakr et le parti Baas ont repris le pouvoir lors du coup d'État de 1968, appelé plus tard Révolution du 17 juillet. À la suite du coup d'État, il a été élu président du Conseil de commandement révolutionnaire et président ; il a ensuite été nommé Premier ministre. Saddam, député du parti Baas, est devenu vice-président du Conseil de commandement révolutionnaire et vice-président, et était responsable des services de sécurité irakiens.
Sous le règne d'al-Bakr, l'Irak a connu une croissance économique grâce aux prix internationaux élevés du pétrole, ce qui a renforcé sa position dans le monde arabe et augmenté le niveau de vie des Irakiens . Des réformes agraires ont été introduites et la richesse a été répartie plus équitablement. Une sorte d’ économie socialiste a été établie à la fin des années 1970 sous la direction de Saddam. Al-Bakr a progressivement perdu le pouvoir au profit de Saddam dans les années 1970, alors que ce dernier renforçait sa position au sein du parti et de l'État par le biais des services de sécurité. En 1979, al-Bakr a démissionné de toutes les fonctions publiques pour des « raisons de santé ». Il est décédé en 1982 pour des causes non signalées.

## Biographie
Al-Bakr est né le 1er juillet 1914 à Tikrit, en Irak ottomane. Il appartenait au clan Abou Bakr de la branche al-Bejat de la tribu Nasir. Son père Hassan Bakr Omar est décédé en 1938. La même année, il entre à l'Académie militaire irakienne après avoir passé six ans comme enseignant dans une école primaire. Au début de sa carrière militaire, il participa à la révolte ratée de Rachid Ali al-Gillani contre les Britanniques en 1941, et fut emprisonné et expulsé de l'armée. Après 15 ans de tentatives de réhabilitation, al-Bakr a été réintégré dans l'armée irakienne en 1956, la même année, il est devenu membre de la branche irakienne du Parti Baas socialiste arabe. En 1957, il est promu brigadier. À cette époque, al-Bakr entra en contact avec le Mouvement des officiers libres et des civils.
Militaire et membre du parti Baas, il aida le général Kassem à prendre le pouvoir en 1958, en renversant le royaume d'Irak. Il a eu un bref passage sous les projecteurs sous le règne de Kassem, a retiré l'Irak du Pacte de Bagdad et a joué un rôle clé dans l'amélioration des relations bilatérales de l'Irak avec l'Union soviétique. En 1959, un an après le coup d'État, al-Bakr fut de nouveau contraint de se retirer de l'armée en raison d'allégations selon lesquelles il aurait dirigé une rébellion antigouvernementale à Mossoul par des officiers favorables à des liens plus étroits avec la République arabe unie. Victime comme bien d'autres membres de son parti de la répression qui s'accentua en 1959, il dut quitter l'armée et vivre dans la clandestinité, jusqu'au renversement de Kassem (février 1963). Il devint alors Premier ministre du maréchal Aref, puis président de la République en juillet 1968 à la suite d'un coup d'État.
À la fin des années 1950, lorsque Saddam est devenu membre du parti Baas, les deux hommes ont établi des liens. Leur future relation étroite est devenue possible grâce à l'oncle de Saddam, Khairallah Talfah. Au tout début, Saddam n’était qu’un membre du parti Baas, pas un militant du parti.
En politique étrangère, il s'opposa immédiatement aux États-Unis, en particulier en exécutant ceux qu'il accusait d'être des agents de l'impérialisme américano-sioniste. Il se rapprocha en revanche de la France et de l'URSS. En politique intérieure il accorda une large autonomie aux Kurdes (1969), mais refusa de faire du Kurdistan un État indépendant. Il libéra de nombreux prisonniers politiques, reconnut officiellement le Parti communiste irakien (1972) et nationalisa l'IPC (Iraq Petroleum Company). Il favorise également les droits des femmes.

Al-Bakr fut rapidement confronté à la montée en puissance de son vice-président Saddam Hussein, qui prit progressivement le contrôle de tous les leviers de commande de l'État. Il démissionna en 1979, officiellement pour raisons de santé, et fut remplacé à la tête de l'Irak par Saddam Hussein. Il meurt trois ans plus tard.

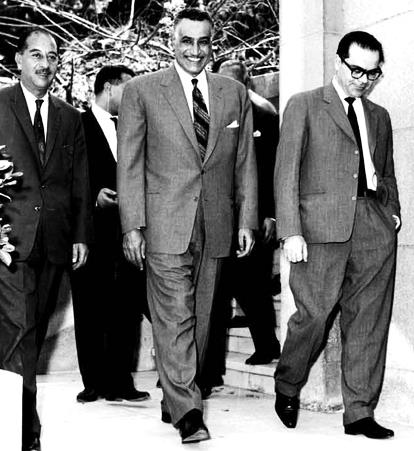
Le premier ministre irakien Hassan al-Bakr avec le président égyptien Nasser et le président syrien Atassi le 16 avril 1963.
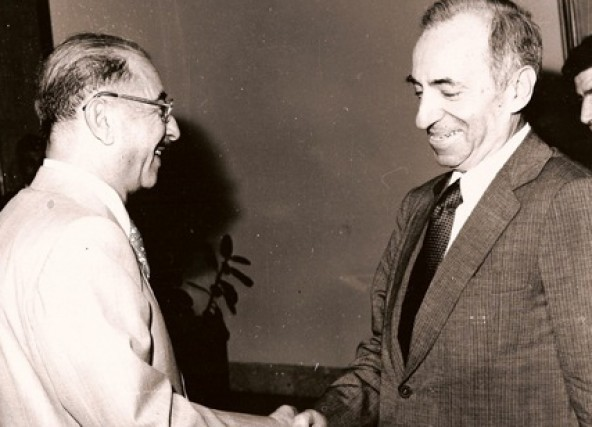
Le président Hassan al-Bakr serrant la main de Michel Aflak fondateur du baasisme en 1968.
Le président Hassan al-Bakr et son vice-président Saddam Hussein en 1978.